# روبن فيلغائير
روبن فيلغائير Rubén Felgaer (ولد في 4 أبريل 1981 في بوينس آيرس) لاعب شطرنج أرجنتيني يحمل لقب أستاذ كبير.

## إنجازات
- فاز ببطولة الأرجنتين للشطرنج أعوام 2001، 2007، 2008، 2010، 2014.
- فاز مرتين ببطولة بان أميركا للشطرنج للشباب عامي 2000، 2001.
- تعادل على المركز الأول في بطولة مار ديل بلاتا عام 2001.
- تعادل على المراكز من الثالث إلى الخامس في دورة كابابلانكا عام 2004 في هافانا، وفاز بها لينير دومينغيز.

## ألقاب
- نال لقب أستاذ كبير عام 2002.

## تصنيف
- بلغ تصنيف إيلو 2561 نقطة في يناير 2018.

## روابط خارجية
- روبن فيلغائير على موقع الاتحاد الدولي للشطرنج (الإنجليزية)
- روبن فيلغائير على موقع مباريات الشطرنج (الإنجليزية)
- روبن فيلغائير على موقع 365Chess.com (الإنجليزية)
- روبن فيلغائير على موقع Chesstempo.com (الإنجليزية)
- روبن فيلغائير على موقع الاتحاد الأمريكي للشطرنج (الإنجليزية)
- روبن فيلغائير سجل أولمبياد الشطرنج على موقع OlimpBase.org (الإنجليزية)